# Guy Le Meaux
Guy Le Meaux, né le 15 décembre 1947 à Hennebont dans le Morbihan, est un artiste contemporain français,,.

## Biographie
Après des études à l'école des beaux-arts de Lorient puis à l'école nationale supérieure des beaux-arts de Paris, Guy Le Meaux devient membre de l'Académie de France à Madrid (Casa de Velázquez), de 1972 à 1975, puis pensionnaire de l'Académie de France à Rome (Villa Médicis), de 1975 à 1977.
Il retourne en France fin 1977, en Poitou-Charentes, puis s'installe à Paris en 1989, où il vit et travaille depuis lors.

## Principales expositions individuelles
- 1980 : Galerie Jean Leroy, Paris
- 1985 : Galerie Clivages, Paris[4]
- 1985 : Maison de la Culture, La Rochelle
- 1986 : Musée Municipal d'Art et d'Archéologie, La Roche-sur-Yon
- 1987 : Galerie Clivages, Paris[5]
- 1987 : FRAC Poitou-Charentes, Hôtel Saint Simon, Angoulême.
- 1991 : Galerie Clivages, Paris
- 1992 : Salle Saint Jean, Hôtel de Ville, Paris.
- 1996-1997 : Château de Kerjean, Finistère.
- 2000 : Galerie Bruno Mory, Bourgogne[6]
- 2004 : La Cohue, Musée des beaux-arts de Vannes, Morbihan[7]
- 2004 : L'Art dans les chapelles, Morbihan[8]
- 2010 : Château de Ratilly, Bourgogne[9]
- 2013 : Galerie Bruno Mory, Bourgogne[10],[11]
- 2017 : C.A.P., Royan[12],[13]

## Collections publiques
- Centre d'arts plastiques, Royan
- Artothèque, Hennebont
- Fonds régional d'art contemporain, Poitou-Charentes[2]
- Fonds national d'art contemporain, Paris[14]
- La Cohue, musée des beaux-arts, Vannes
- Ville de Paris

## Prix et distinctions
- 1972 : membre de l'Académie de France à Madrid (Casa de Velázquez)[15].
- 1975 : pensionnaire de l'Académie de France à Rome (Villa Médicis)[16].